# Porricondyla sulfurea
Porricondyla sulfurea är en tvåvingeart som först beskrevs av Jean-Jacques Kieffer 1913.  Porricondyla sulfurea ingår i släktet Porricondyla och familjen gallmyggor.
Artens utbredningsområde är Frankrike. Inga underarter finns listade i Catalogue of Life.